# Мартине, Жан-Луи
Жан-Луи́ Мартине́ (фр. Jean-Louis Martinet; 8 ноября 1912, Сент-Базей, Ло и Гаронна, Франция — 20 декабря 2010) — французский композитор, дирижёр и педагог.

## Биография
В 1929 году окончил Бордосскую консерваторию. Продолжил обучение сначала в Парижской певческой школе у Шарля Кеклена (контрапункт и фуга), а затем в Парижской консерватории у Андре Блоха (гармония) и Жана Роже-Дюкаса (композиция); одновременно посещал классы композиции Оливье Мессиана и Пьера Булеза, а так же классы дирижирования у Шарля Мюнша и Роже Дезормьера. Вначале своей творческой карьеры испытал влияние музыкального импрессионизма. С 1945 частным образом изучал технику додекафонии у Рене Лейбовица. Экспериментировал с атональностью, позднее вернулся к тональному письму. Автор вокальных поэм на стихи Рене Шара, Эжена Гильвика, Владимира Маяковского, Уолта Уитмена, Пабло Неруды. В 1971—1976 годах профессор Квебекской консерватории в Монреале, по окончании контракта вернулся во Францию.
Умер в 2010 году в возрасте 98 лет. 4 января 2011 его тело было погребено на парижском кладбище Пер-Лашез.

## Сочинения
- прелюдия и фуга (1942)
- симфоническая поэма «Орфей» / Orphée (1945)
- «Вариации» для струнного квартета (1946)
- «Трилогия о Прометее» для оркестра / Prométhée (1947, 2-я редакция 1965)
- пьеса для фортепиано (1950)
- «7 вокальных поэм на стихи Рене Шара» для 4-х солистов и оркестра (1951)
- Trois mouvements symphoniques (1953)
- «Памятная» симфония / In memoriam (1962)
- кантата «Двенадцать» / Les douze (по поэме А. А. Блока, 1961)
- «Пасторальные дивертисменты» для фортепиано с оркестром / Divertissement pastoral (1966)
- драматическая симфония «Триумф смерти» / Le Triomphe de la Mort (1967, 2-я редакция 1973)